# Rodobrana
Rodobrana byla polovojenská organizace Hlinkovy slovenské ľudové strany. V Československu působila v letech 1923 až 1929. Byla předchůdkyní pozdější Hlinkovy gardy. V rámci HG byla obnovena v letech 1938–1940 jako její elitní součást.

## Historie

### Původní Rodobrana (1923–1929)
Organizace vznikla v lednu 1923. Inspirátorem jejího vzniku a hlavním ideologem  byl Vojtech Tuka, oficiálně stál v čele Vojtech Hudec. Fungovala jako pořádková služba na shromážděních strany, ale byla používána také k zastrašování politických protivníků, někdy i s použitím násilí. Rodobrana byla ovlivněná italským fašismem, projevovaly se v ní protičeské a protižidovské tendence. Rychle se rozrůstala a její členové byli několikrát vyšetřováni československými státními orgány kvůli výtržnostem na stranických shromážděních. Tyto excesy, ale hlavně protičeské zaměření Rodobrany, byly důvodem k úřednímu zastavení její činnosti v srpnu 1923. Do konce roku 1925 dál fungovala v ilegalitě. V první polovině roku 1926 byla činnost Rodobrany obnovena, v létě začal vycházet stejnojmenný časopis. Počet členů dosáhl údajně 50 až 60 tisíc mužů. Po odsouzení Vojtecha Tuky k 15 letům vězení za špionáž ve prospěch Maďarska v roce 1929 byla činnost Rodobrany opět ukončena.

### Obnovená Rodobrana (1938–1940)
Po vzniku Hlinkovy gardy začali od podzimu 1938 bývalí členové Rodobrany se znovuvytvářením její struktury jako elitní součásti HG. Jejich záměrem bylo vytvořit slovenskou obdobu SS. O vzniku Rodobrany jako samostatného oddělení rozhodl velitel HG v únoru 1939. V první polovině tohoto roku bylo započato s vytvářením vlastní zpravodajské služby Dôvernícka služba Rodobrany (DSR). Podle plánů rodobranců měla DSR fungovat jako samostatný bezpečnostní aparát a politická policie. K tomu však nedošlo kvůli silnému odporu Ústředny státní bezpečnosti (ÚŠB) a umírněného křídla HSĽS v čele s prezidentem Tisem. Tato část strany měla s vedoucími představiteli organizace dlouhotrvající spory, což nakonec způsobilo, že Rodobrana byla v červnu 1940 rozpuštěna a splynula s HG. Po nástupu Alexandra Macha do funkce ministra vnitra se ale někteří bývalí rodobranci stali příslušníky ÚŠB.